# Villa romaine du Haselburg

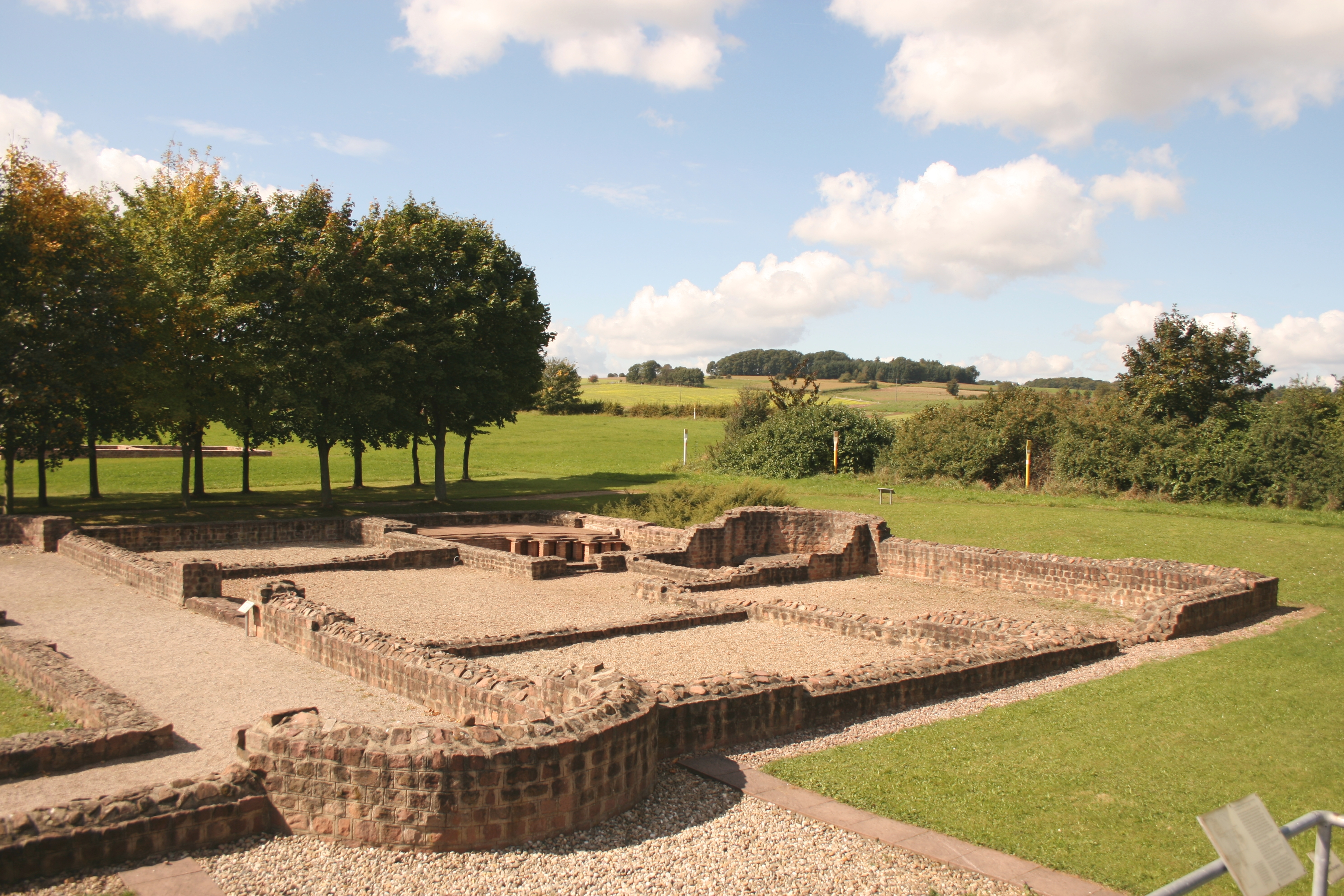
Villa romaine Haselburg – manoir

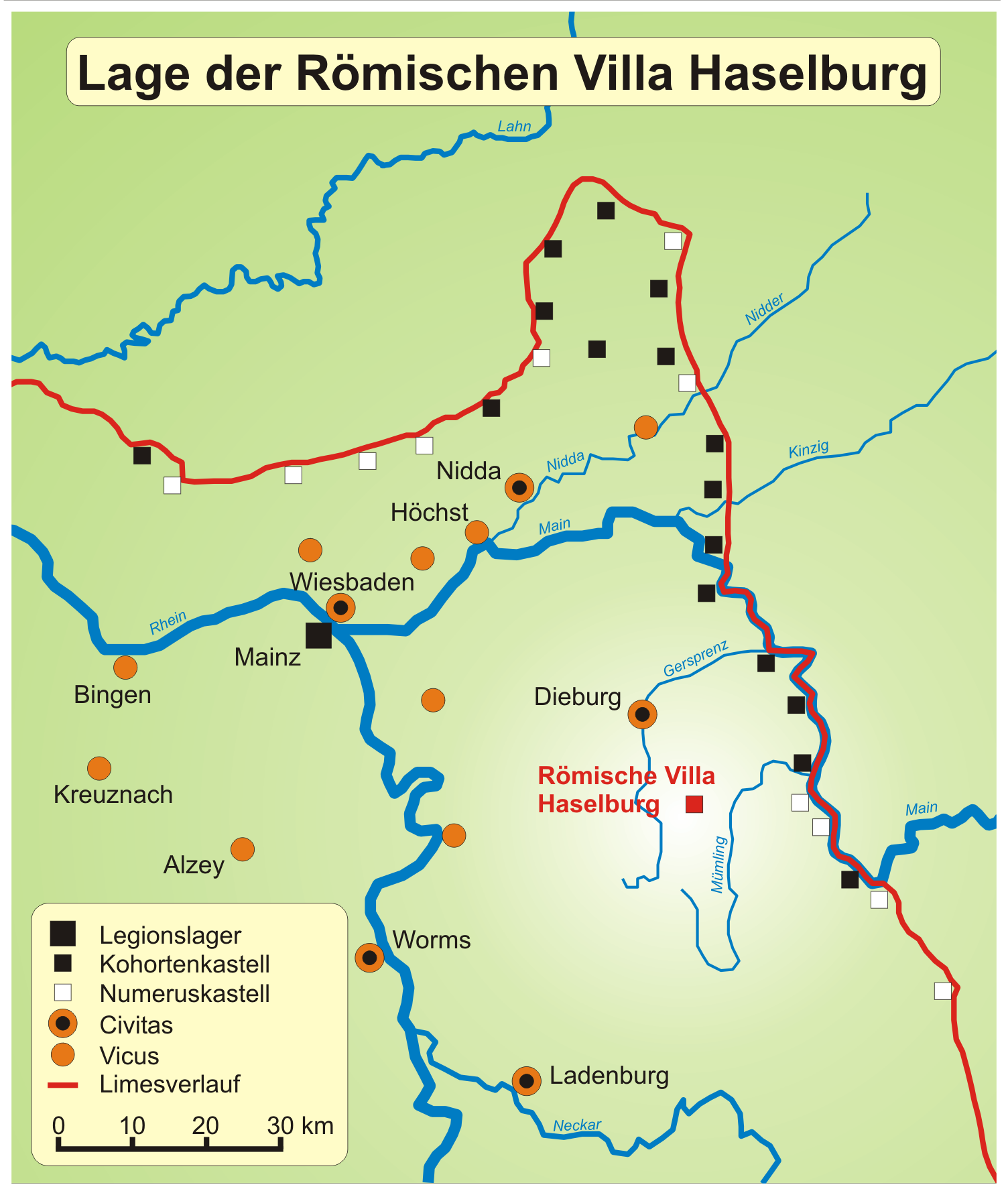
Localisation de la Villa Haselburg vis-à-vis du Limes

La villa romaine Haselburg est une villa rustica, qui date du IIe siècle apr. J.-C., époque où l'Odenwald était une colonie romaine. Situé à proximité de Höchst im Odenwald en Hesse, ce musée en plein air abrite la plus grande structure de ce type connue en Allemagne et la plus étudiée à ce jour. Elle a fait l'objet de mesure de protection lors de la construction des gazoducs MEGAL. 

## Histoire
Le complexe de Haselburg a été construit relativement tard sous le règne de l'empereur Hadrien (117-138 apr. J.-C.). Son histoire s'explique par l'avancée des armées romaines : en 159 apr. J.-C., à la suite des conquêtes en Germanie inférieure, le Limes Wörth am Main - Bad Wimpfen est remplacé par celui de Miltenberg - Lorch. L'Empire atteint alors son extension maximale en Germanie. Le pays pacifié, l'administration civile et la colonisation civile (Civitas d'Auderiensium  à Dieburg) remplace les légions, comme en témoignent les fouilles archéologiques, qui ont révélé la présence de nombreuses poteries, liées à la présence de colonies de peuplement.

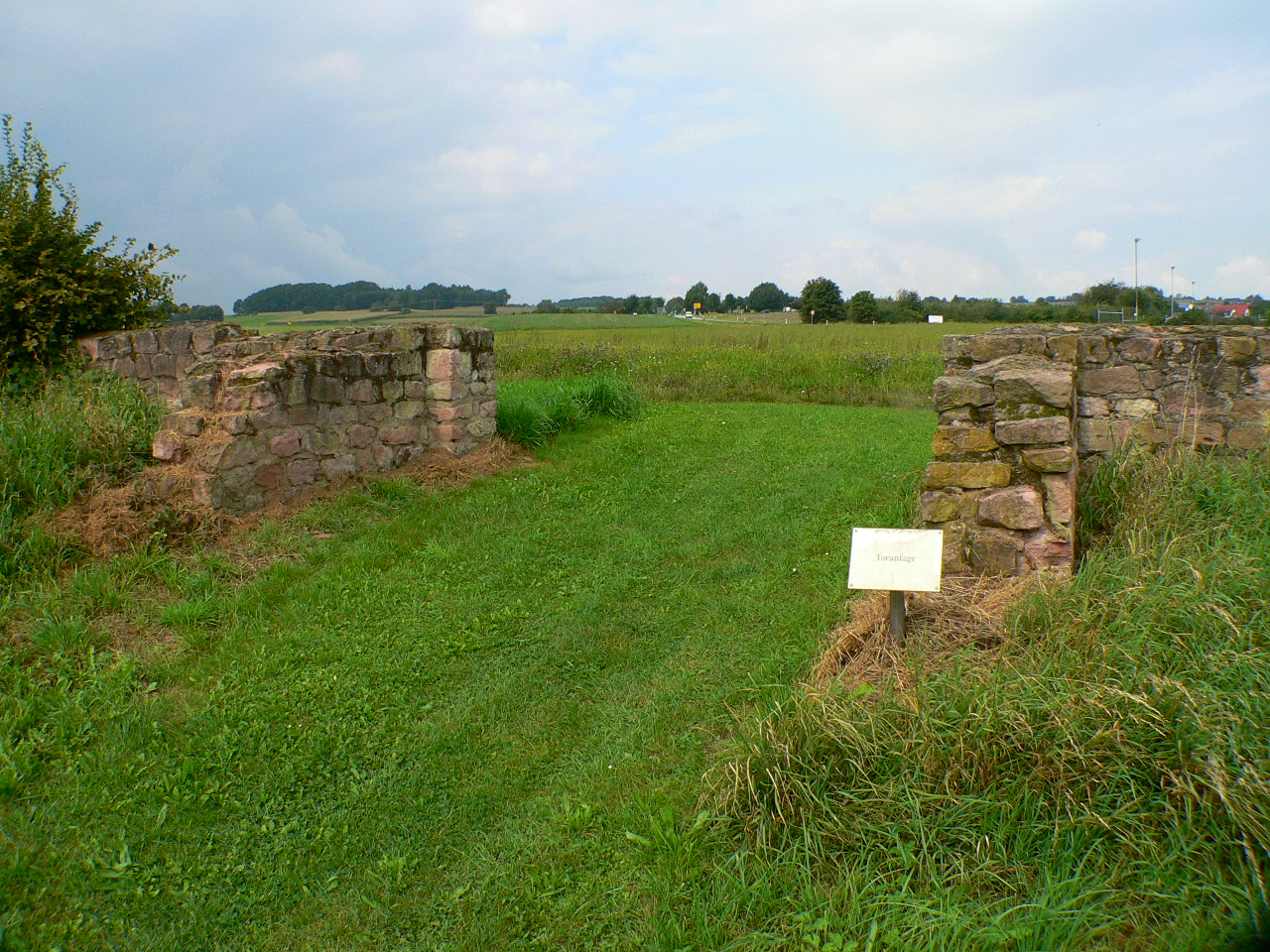
Porte nord-ouest

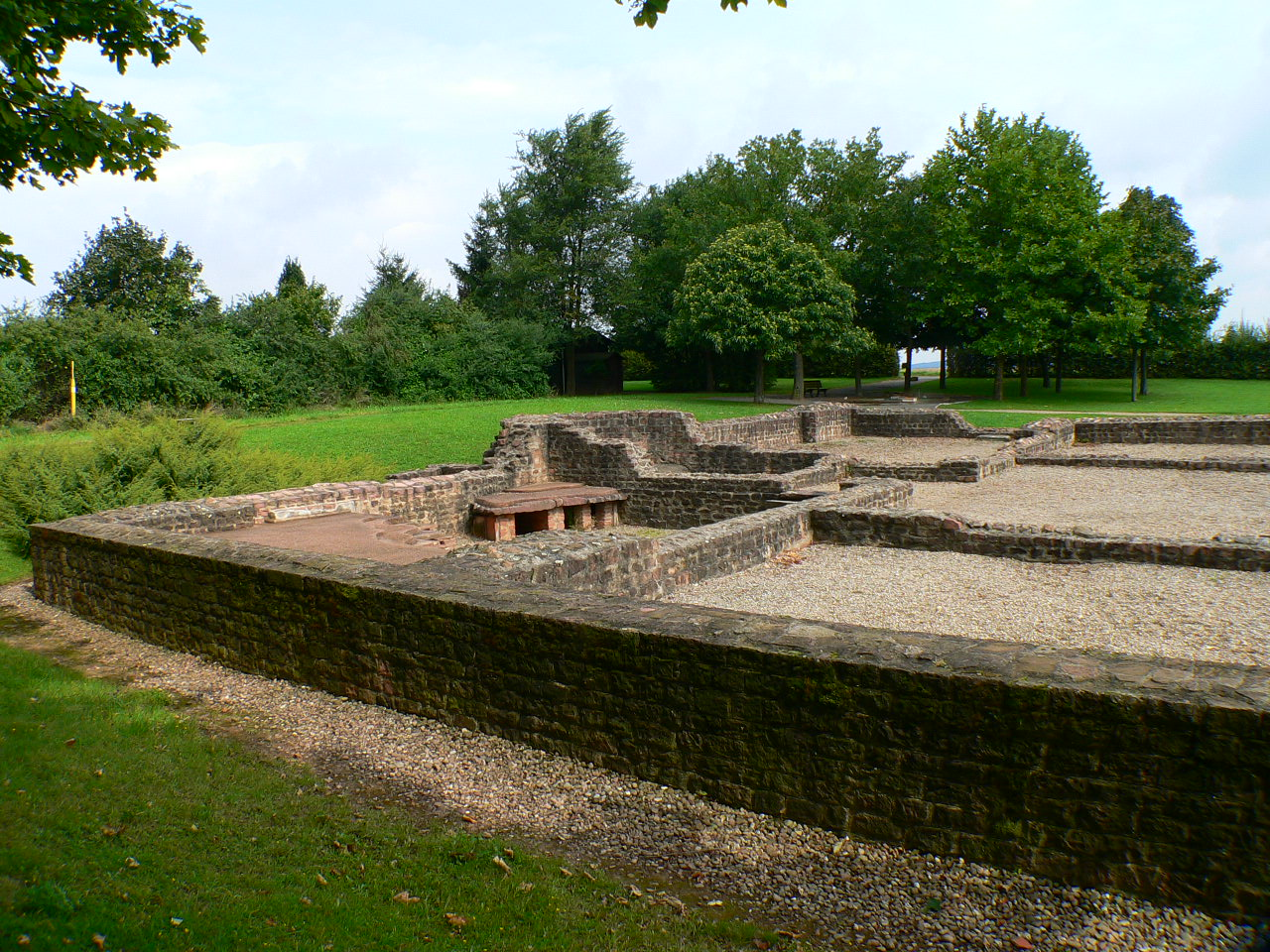
Maison principale

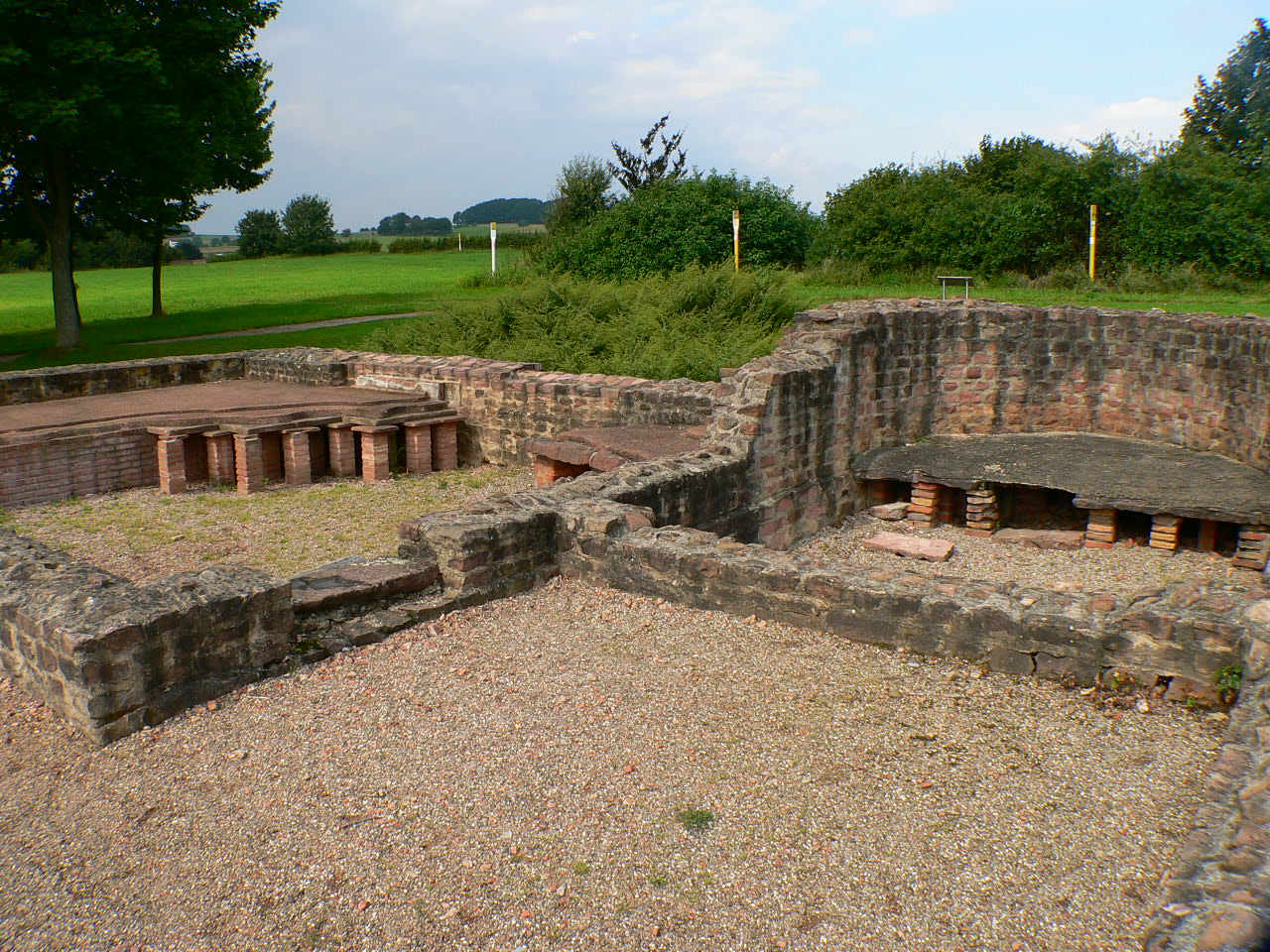
Hypocauste de la villa

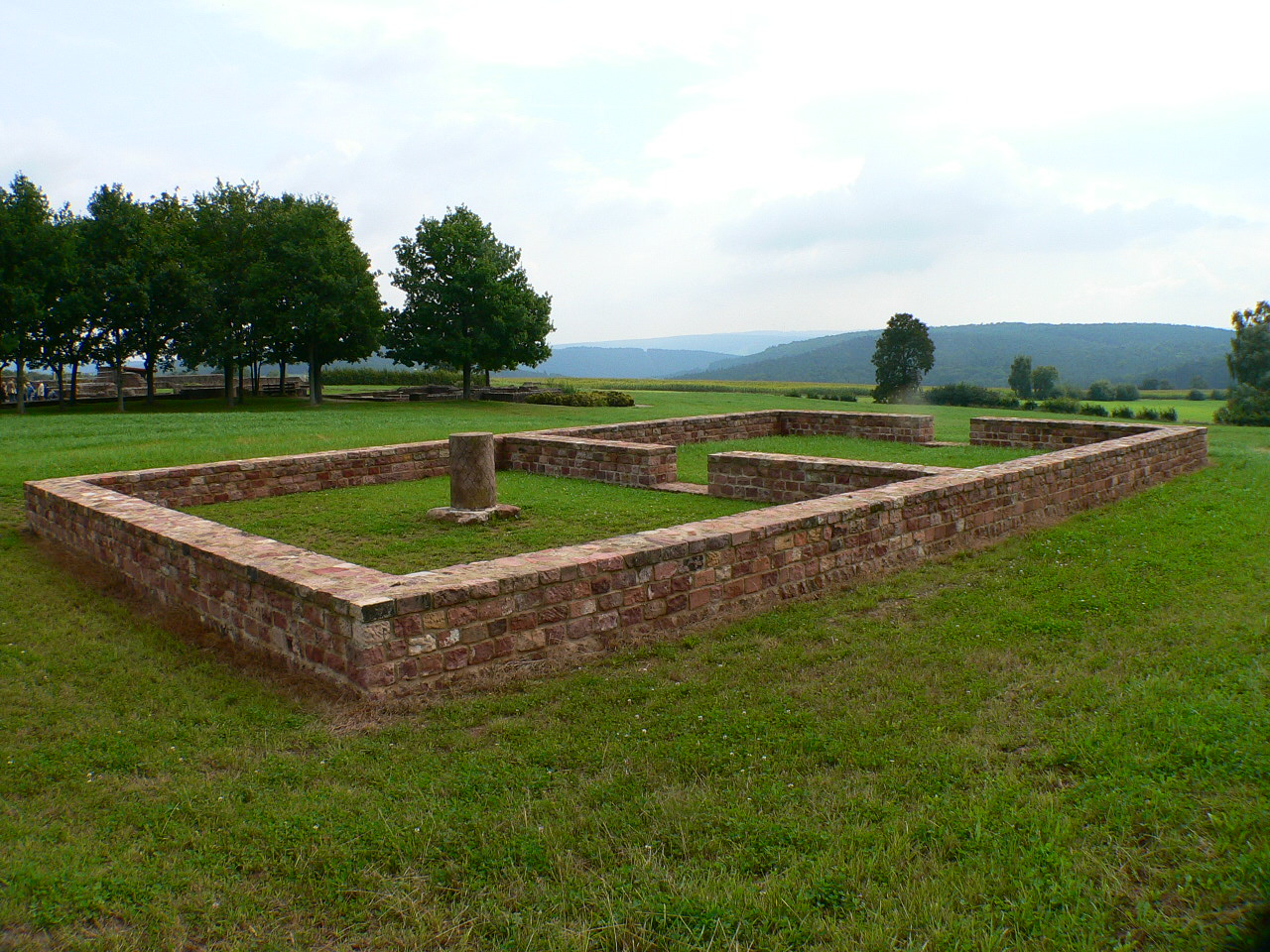
Sanctuaire (colonne de Jupiter)

## Le site
La villa s'organise à l'intérieur d'une cour carrée de 183,5 sur 185,5 mètres, protégée par un mur d'une épaisseur moyenne de 0,75 à 1 mètre. Les coins du mur sont à peu près alignés selon les points cardinaux. La porte d'accès d'une largeur de passage de 3,60 mètres est située au milieu du côté nord-ouest. En 1880, l'excavateur Heinrich Gieß a signalé que "deux énormes blocs de grès avec des pans de porte intégrés"  avaient été brisés sur le site". 
À l'intérieur de l'enceinte se trouvaient une maison de maître inhabituellement grande, une aile de service attenante, un bâtiment de bains et un sanctuaire dédié à Jupiter. Ce dernier est presque au centre du site, alors que la maison principale occupe l'est de la zone.

### Maison de maître
Le bâtiment principal, qui a été remodelé et agrandi plusieurs fois au cours de son existence, est accessible par une entrée représentative sous la forme d'un porche à trois côtés . Des bâtiments appartenant à l'espace de vie, tels que la salle de bain et l'aile de service, qui ont été ajoutés plus tard, sont mitoyens. 
Parmi les cinq pièces fouillées, celle du milieu était une salle à manger et de réception (oecus), dans l'abside de laquelle se trouve la disposition semi-circulaire typique des canapés à manger (triclinium).
Le bâtiment était blanc à l'extérieur et la base était plâtrée de rouge. Sur les murs intérieurs également, des vestiges de peintures murales et de verrières témoignent d'un certain niveau de confort de vie. 
Au cours de toutes les fouilles, non seulement les fondations des bâtiments ont été découvertes, mais de nombreux objets qui renseignent d'une part sur l'ameublement des pièces et d'autre part, sur la période de leur utilisation. La plupart des objets découverts sont des produits céramiques tels que des briques ou des récipients en argile. Les structures de pierre les plus importantes sont les fragments du pilier géant dédié à Jupiter.

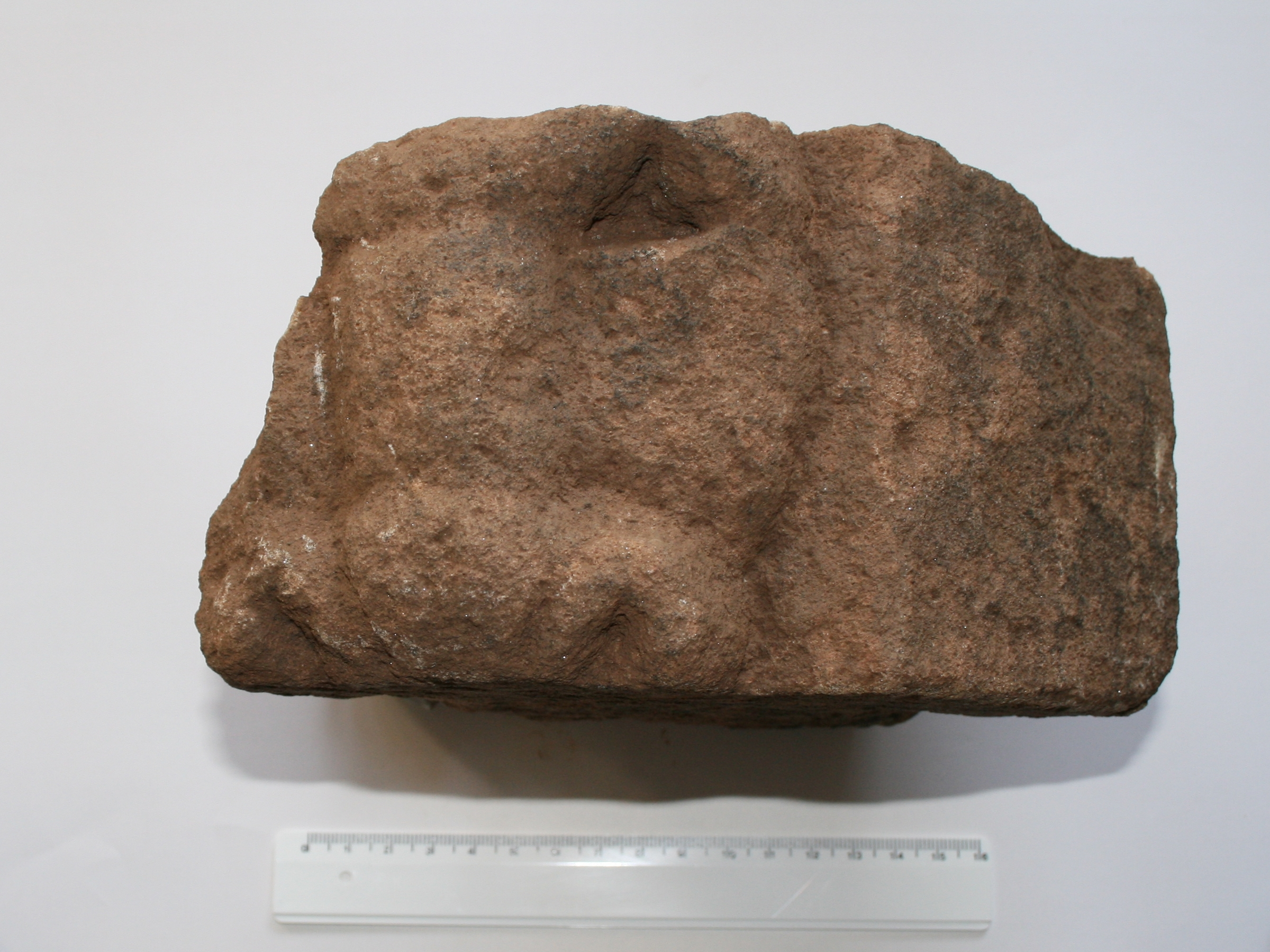
Fragment de relief de la colonne géante de Jupiter.

### Colonne géante de Jupiter
En 1986, lors de fouilles à l'ouest du bâtiment des bains dans un bâtiment reconnu plus tard comme sanctuaire de Jupiter, de nombreux fragments de la colonne géante de Jupiter ont été retrouvés dans des couches proches de la surface, qui avaient été perturbées des travaux agricoles ultérieurs. Le tambour supérieur de la colonne habituel pour ces monuments en pierre a été trouvé dans une fosse au nord du sanctuaire, il a donc probablement été retiré ultérieurement pour un usage agricole. Leur courbure a permis de reconstituer l'ancienne hauteur de colonne de plus de 10 mètres.
Les fragments trouvés ont permis de déduire que le personnage représenté est Jupiter chevauchant avec un manteau. La sculpture n'était pas tout à fait grandeur nature, mais était beaucoup plus grande que les colonnes comparables : la taille de la colonne dans son ensemble se rapproche du modèle de la colonne de Jupiter à Mayence.

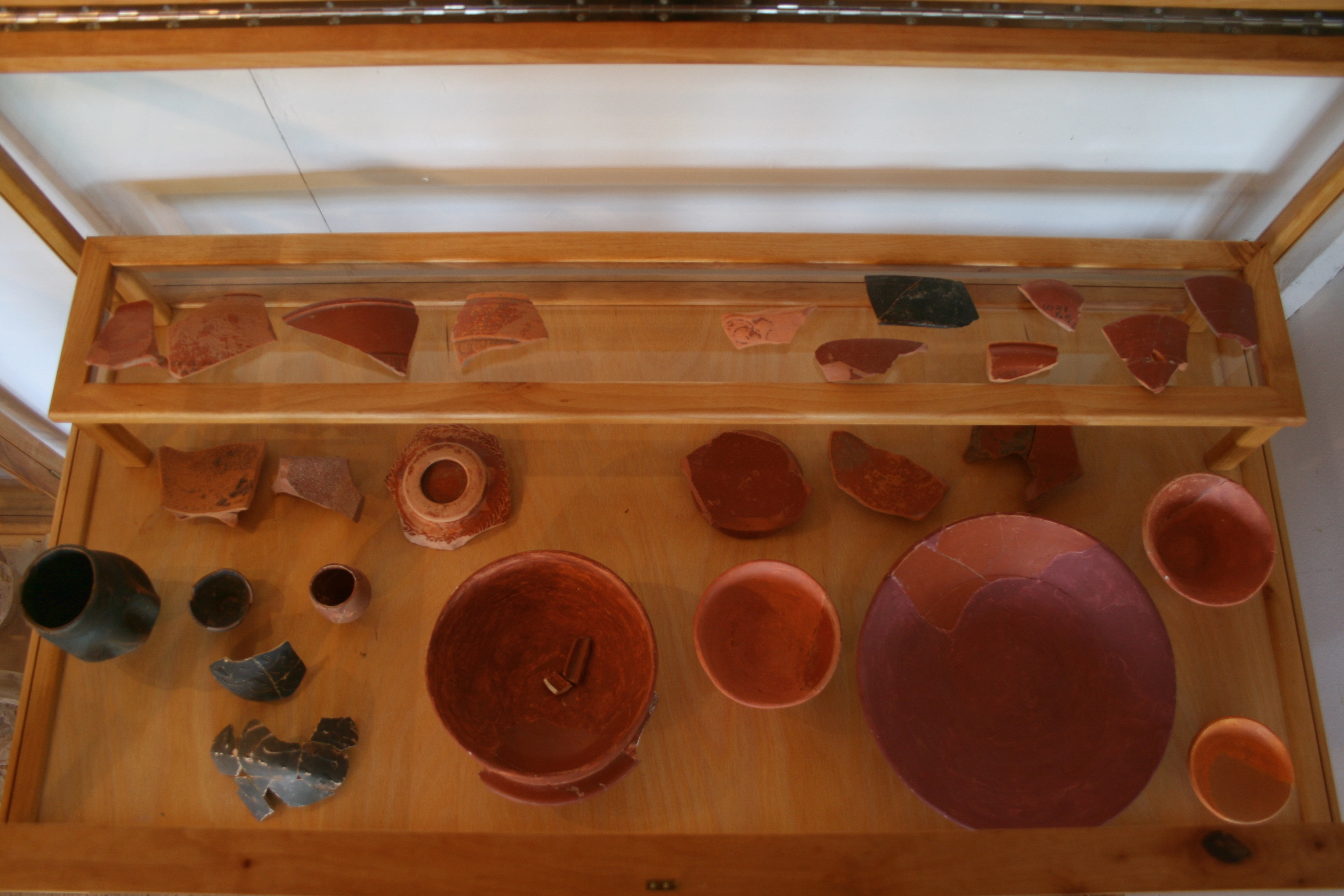
Découvertes de poterie de Haselburg, principalement en sigillée

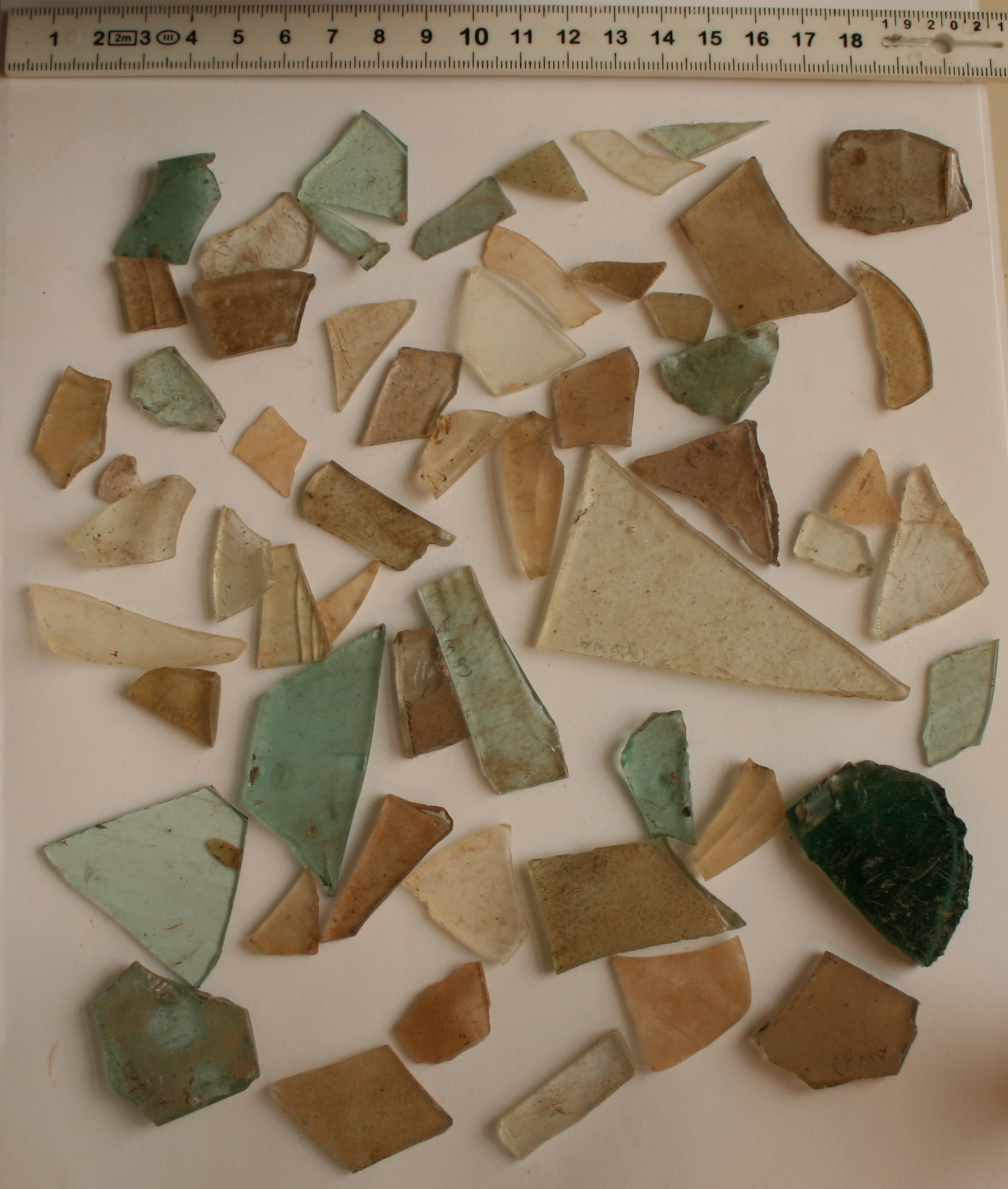
Fragments de verre (principalement du verre à vitre) de la Haselburg.

### Objets en verre
Comme le montrent les découvertes de nombreux fragments de verre, la plupart des fenêtres du complexe auraient été vitrées. Ces fragments sont généralement de couleur verdâtre ou brunâtre. Des fragments de bocaux en verre se retrouvent dans le bâtiment des bains, car ils servaient de pots à onguents.

## Situation auXXIesiècle
Fin 1983, l'association pour la promotion du musée en plein air "Römische Villa Haselburg" a été fondée, pour la préservation, la recherche archéologique et l'entretien du site. Elle ouvre la villa au public et organise des visites guidées, gratuites sur rendez-vous à l'occasion d'une journée portes ouvertes. 
Le site de Haselburg est un monument historique. Toute la surface de la villa romaine a été achetée par la commune de Höchst qui finance l'entretien du site. Depuis 2012, il y a aussi un musée.

### En Français
Gérard Lang, La villa romaine Haselburg, une fouille romaine aux environs de Höchst. Association des amis de Montmelian et de ses environs, 1995, n° 54, p. 7 1995